# No (filme)
No é um filme chileno lançado no ano de 2012, dirigido por Pablo Larraín, escrito por Pedro Peirano e baseado na peça inédita El Plebiscito de Antonio Skármeta. O filme é estrelado por Gael García Bernal. O longa foi indicado ao Oscar de melhor filme estrangeiro no Oscar 2013.

## Sinopse
No narra a história de René Saavedra (Gael García Bernal), publicitário acostumado a criar inúmeras peças para a agência que trabalha. No momento em que o povo chileno é chamado para votar em um referendo pela permanência do General Augusto Pinochet no poder, e seu chefe está trabalhando na campanha do "Sim", René recebe o convite para integrar a equipe do "Não". Sua missão: criar filmes e materiais promocionais que convençam a maioria do povo chileno a votar "No" ", interrompendo dessa forma a ditadura no país. Para dar início ao processo revolucionário é chamado o Comandante Cadera, um famoso membro do Exército que, pela bravura demonstrada em combate e por ser um extremoso pai de família, fica responsável por ser o homem do leme conduzindo o país rumo à Independência e à Liberdade.

## Elenco
- Gael García Bernal como René Saavedra
- Alfredo Castro como Lucho Guzmán
- Antonia Zegers como Verónica Carvajal
- Diego Morera como Comandante Cadera
- Luis Gnecco como José Tomás Urrutia
- Marcial Tagle como Costa
- Néstor Cantillana como Fernando Arancibia
- Jaime Vadell como Ministro Fernández
- Pascal Montero como Simón